# Batalla de Old Byland
La batalla de Old Byland (también conocida como la batalla de Byland Moor) fue un encuentro crucial entre escoceses y las tropas de inglesas enYorkshire, en octubre de 1322, durante la Guerra de Independencia de Escocia. Fue la victoria más significativa para los escoceses desde la batalla de Bannockburn.

## Saqueos y venganza
Desde la victoria de Robert Bruce en la batalla de Bannockburn en 1314, los escoceses habían tomado la iniciativa en las guerras contra Inglaterra, con profundas incursiones en el norte del país, llevadas a cabo en varias ocasiones y con relativa facilidad. El rey Inglés, Eduardo II, parecía incapaz de tratar con efectividad el problema, distraído en una lucha política contra sus propios barones. A principios de 1322 la situación era crítica, y algunos nobles ingleses, dirigidos por Thomas de Lancaster, se prepararon para formar una alianza con los escoceses.
Cuando la tregua de 1319 expiró en enero de 1322, James Douglas, Thomas Randolph, 1º Conde de Moray y Walter Soto llegaron con sus ejércitos a la frontera, en un ataque a gran escala desde el nordeste. Los tres comandantes realizaron saqueos en la región: Douglas en Hartlepool, Moray en Darlington y Stewart a Richmond. Thomas de Lancaster, con su ejército en Pontefract, no hizo nada para detenerlos.
Los ingleses, en respuesta a esta incursión, organizaron un nuevo ejército y derrotaron a los escoceses en la batalla de Boroughbrigde.

## La invasión de Eduardo II
Borougbridge supuso un nuevo punto de inflexión en la guerra. Los nobles rebeldes habían sido derrotados y el rey obtuvo su ansiada venganza por el asesinato de Piers Graveston. Este fue el punto culminante de su reinado y, envalentonado por el triunfo, decidió embarcarse en lo que iba a ser su última invasión de Escocia. Iba a ser un desastre.
El rey Eduardo estaba listo para comenzar su avance a principios de agosto, aunque Bruce supo anteponerse a esta invasión. Se desplegó la misma táctica que William Wallace había llevado a cabo en 1298: los cultivos fueron destruidos y el ganado eliminado. Pero a diferencia de 1298 el ejército escocés se retiró a cruzando del río Forth, más allá del alcance de los ingleses
Aparte de la destrucción de la Abadía de Holyrood, cerca de Edimburgo, la invasión no había logrado nada. Y más grave aún, el efecto en la moral nacional de la retirada de un ejército hambriento y cansado era casi tan mala como la derrota de Bannockburn. Lo peor estaba por llegar, porque, como siempre, la retirada de los ingleses fue aprovechada por Bruce para lanzar un ataque escocés.

## Old Byland
Bruce cruzó Solway desde el oeste, abriéndose paso hacia Yorkshire, con lo que muchos soldados fueron reclutados en Argyll y las islas. La audacia y la velocidad del ataque pronto expuso al rey inglés al peligro. Tras su regreso de Escocia, el rey había establecido su residencia en la abadía de Rievaulx con la reina Isabel. Los escoceses, en una incursión, se acercaron a la posición del rey. Todo lo que se interponía entre ambos era una fuerza inglesa bajo el mando de Juan de Bretaña, 1.er. Conde de Richmond, que había tomado posición entre Rievaulx y Byland. Para desalojarlo de su posición, en alto y bien defendida, Bruce usó la misma táctica que trajo la victoria en la primera batalla del Paso de Brander. Moray y Douglas cargaron hacia arriba con un grupo de montañeses, escalando los acantilados que protegían el flanco inglés y atacaron desde la retaguardia. La resistencia se desmoronó y la Batalla de Old Byland se convirtió en una derrota. Richmond fue hecho prisionero, al igual que Enrique de Sully, y otros nobles. Otros fueron asesinados en el momento. El rey Eduardo se vio obligado a huir de manera deshonrosa de Rievaulx, con tanta prisa que sus pertenencias personales fueron dejadas atrás.
- Datos: Q2737232